# Enmienda de Igualdad de Derechos

Ratificado
Ratificado después del 30 de junio de 1982
Ratificado pero luego revocado
Ratificado, pero después del 30 de junio de 1982, revocado
No ratificado, pero aprobado en una de las dos Cámaras
No ratificado

La Enmienda de Igualdad de Derechos o Equal Rights Amendment (ERA) fue o es una enmienda propuesta a la Constitución de los Estados Unidos diseñada para garantizar la igualdad de derechos legales para todos los ciudadanos estadounidenses sin importar el sexo. Busca terminar con las distinciones legales entre hombres y mujeres en asuntos de divorcio, propiedad, empleo y otros asuntos. La primera versión de una ERA fue escrita por Alice Paul y Crystal Eastman, y presentada en el Congreso en diciembre de 1923.
En los primeros tiempos de la Enmienda de Igualdad de Derechos, las mujeres de la clase media apoyaban en gran medida, mientras que las que hablaban en nombre de la clase trabajadora a menudo se oponían, señalando que las mujeres empleadas necesitaban protecciones especiales en cuanto a las condiciones de trabajo y las horas de empleo. Con el auge del movimiento femenino en los Estados Unidos durante la década de 1960, la ERA obtuvo un apoyo cada vez mayor y, tras ser reintroducida por la representante Martha Griffiths en 1971, fue aprobada por la Cámara de Representantes de los Estados Unidos el 12 de octubre de 1971 y por el Senado de los Estados Unidos el 22 de marzo de 1972, sometiendo así la ERA a las legislaturas de los estados para su ratificación, según lo dispuesto en el artículo V de la Constitución de los Estados Unidos.
El Congreso había fijado originalmente el 22 de marzo de 1979 como fecha límite de ratificación para que las legislaturas estatales consideraran la ERA. Hasta 1977, la enmienda recibió 35 de las 38 ratificaciones estatales necesarias. Con un amplio apoyo bipartidista (incluyendo el de los dos principales partidos políticos, ambas cámaras del Congreso, y los presidentes Nixon, Ford y Carter) la ERA parecía destinada a ser ratificada hasta que Phyllis Schlafly movilizó a las mujeres conservadoras en la oposición. Estas mujeres argumentaron que la ERA pondría en desventaja a las amas de casa, haría que las mujeres fueran reclutadas en el ejército y perdieran protecciones como la pensión alimenticia, y eliminaría la tendencia de las madres a obtener la custodia de sus hijos en casos de divorcio. Muchas feministas laborales también se opusieron a la ERA sobre la base de que eliminaría las protecciones para las mujeres en el derecho laboral[cita requerida], aunque con el tiempo cada vez más sindicatos y líderes feministas laborales se volcaron a apoyarla.
Cinco legislaturas estatales (Idaho, Kentucky, Nebraska, Tennessee y Dakota del Sur) votaron para revocar sus ratificaciones de la ERA. Las cuatro primeras revocaron antes del plazo original de ratificación del 22 de marzo de 1979, mientras que la legislatura de Dakota del Sur lo hizo votando a favor de la suspensión de su ratificación a partir de ese plazo original. Sin embargo, sigue siendo una cuestión jurídica sin resolver la cuestión de si un estado puede revocar su ratificación de una enmienda constitucional federal.
En 1978, el Congreso aprobó (por simple mayoría en cada cámara), y el presidente Carter firmó, una resolución conjunta con la intención de ampliar el plazo de ratificación hasta el 30 de junio de 1982. Dado que ninguna legislatura estatal adicional ratificó la ERA entre el 22 de marzo de 1979 y el 30 de junio de 1982, la validez de esa extensión se convirtió en algo académico. Desde 1978, se ha intentado en el Congreso ampliar o eliminar el plazo.
En la década de 2010, debido, en parte, al feminismo de la cuarta ola y al movimiento Me Too, se reavivó el interés por conseguir que se adoptara la ERA. En 2017, Nevada se convirtió en el primer estado en ratificar la ERA después de la expiración de ambos plazos, y en 2018 le siguió Illinois. El 15 de enero de 2020, la Asamblea General de Virginia aprobó una resolución de ratificación de la ERA en una votación de 59-41 en la Cámara de Delegados y 28-12 en el Senado, y votó de nuevo por las resoluciones de cada uno el 27 de enero, 27-12 en el Senado y 58-40 en la Cámara, afirmando llevar el número de ratificaciones a 38. Sin embargo, los expertos y defensores han reconocido la incertidumbre legal sobre las consecuencias de la ratificación de Virginia, debido a los plazos vencidos y las revocaciones de los cinco estados.

## Texto de la Enmienda de Igualdad de Derechos
La resolución, "Propuesta de una enmienda a la Constitución de los Estados Unidos relativa a la igualdad de derechos entre hombres y mujeres", reza, en parte:

Resolved by the Senate and House of Representatives of the United States of America in Congress assembled (two-thirds of each House concurring therein), That the following article is proposed as an amendment to the Constitution of the United States, which shall be valid to all intents and purposes as part of the Constitution when ratified by the legislatures of three-fourths of the several States within seven years from the date of its submission by the Congress:

    "ARTICLE —
   "Section 1. Equality of rights under the law shall not be denied or abridged by the United States or by any State on account of sex.
   "Sec. 2. The Congress shall have the power to enforce, by appropriate legislation, the provisions of this article.

    "Sec. 3. This amendment shall take effect two years after the date of ratification."
El Senado y la Cámara de Representantes de los Estados Unidos de América, reunidos en sesión conjunta (con la concurrencia de dos tercios de cada Cámara), resuelve: Que el siguiente artículo se propone como enmienda a la Constitución de los Estados Unidos, la cual será válida a todos los efectos como parte de la Constitución cuando sea ratificada por las asambleas legislativas de las tres cuartas partes de los diversos Estados dentro de los siete años siguientes a la fecha de su presentación por el Congreso:

    "ARTÍCULO -
   "Sección 1. La igualdad de derechos ante la ley no será negada o coartada por los Estados Unidos ni por ningún Estado por razón de sexo.
   "Sección 2. El Congreso tendrá la facultad de hacer cumplir, mediante la legislación apropiada, las disposiciones de este artículo.

    "Sec. 3. Esta enmienda entrará en vigor dos años después de la fecha de ratificación."
Carl Albert, Allen J. Ellembert